# Retour (Rork)
Pour les articles homonymes, voir Retour.
Retour est le septième et dernier album de la série de bande dessinée Rork, écrite et dessinée par Andreas. Cet album a été publié en  1993 aux Éditions du Lombard. Cet acte final réunit les nombreux arcs narratifs présents dans la série.
Rork est de retour à New York, entouré d'un grand nombre de personnages rencontrés dans les albums précédents. Mis sur la piste d'une vaste machination, lui et ses alliés se lancent dans une course contre la montre, tandis qu'un maléfique trio prépare une cérémonie menaçant de libérer des forces destructrices...
La dernière planche porte la date « 14/5/1978 - 31/10/1992 », marquant la fin d'un cycle narratif de 14 ans.

## Résumé
Le récit débute par les retrouvailles, dans l'immeuble de Capricorne (à New York), des nombreux compagnons de Rork: 
- Deliah, que Rork avait laissé au Mexique dans Lumière d'étoile.
- Yosta, rencontré dans Le Cimetière de cathédrales.
- Raffington Event, détective, rencontré dans Passages.
- Wilbur Skiffel, collectionneur d'art.
- le double artificiel de Rork, rencontré dans le vaisseau de Descente.
- Professeur Wallace de Wolf.
- Fay McKee, assistante du professeur.
- Douglas Holbein, antiquaire. Il transporte avec lui une série de tableaux du peintre Milton Burke.

### Les douze tableaux
À la suite de l'inspection des douze tableaux, il apparaît qu'ils représentent des lieux significatifs:
1. Une sphère fracturée et couverte de végétation.
2. Les "cornes du diable", où se trouvait la cabane d'Adam Neel (dans Fragments).
3. Les ruines de la maison d'enfance de Rork (Passages)
4. La maison de Tanemanar, mentor de Rork.
5. Le "cimetière des géants" (Passages).
6. Le village où Deliah et Ebenezer ont trouvé refuge (Passages).
7. Le canyon bleu où Rork s'est retrouvé suspendu entre deux mondes (Passages).
8. La cabane dans les bois où Low Valley a vécu (Fragments).
9. et
10. Les deux maisons de Bernard Wright, intactes.
11. Un phare.
12. Il manque une image – Wilbur réalise qu'il s'agit de l'image de la "tache" (Fragments), représentant une baie.

Capricorne observe que ces emplacements géographiques dessinent un cadran d'horloge, sur une région correspondant à la Nouvelle-Angleterre. Quatre équipes sont formées, afin d'inspecter les lieux qui paraissent les plus mystérieux:
- Yosta et Holbein vont inspecter la baie. Ils y découvrent la tombe de Tanemanar, initiateur de Rork.
- Wallace et Fay visitent l'objet sphérique.
- Capricorne et Ash se rendent au phare.
- Deliah et Wilbur se rendent au centre du cadran, où ils découvrent un manoir ayant appartenu au grand-père de Wilbur, Cordimer Skiffel (on apprend qu'il était le propriétaire des deux maisons brièvement habitées par le malchanceux Bernard Wright).

### L'appel
Wilbur tombe sous l'emprise du tableau de son ancêtre, et actionne un mécanisme, ce qui déclenche un "appel". Cela provoque le réveil du gardien du temple souterrain de Low Valley. La créature se rend au centre du cadran, et réduit en poussière le manoir.

### L'ouverture de la brèche
Pendant que les équipes font ces différentes découvertes, un trio maléfique formé de Mordor Gott (antagoniste rencontré dans Capricorne), Sy-ra et Pharass (sous le masque du docteur Pequadet) amorce un rituel magique qui a comme but l'ouverture d'une "brèche entre les mondes" au centre de New York.
Yosta et Deliah, qui ont ressenti l'ouverture de la brèche, retournent à New York, accompagnés de Wallace. Yosta et Deliah franchissent la brèche, qui les conduit dans un monde dénué de magie, représenté par des photographies anciennes. Yosta meurt, privé de la force qui le tenait en vie depuis des siècles.
Rork parvient à utiliser son pouvoir du "passage" pour transporter Pharass dans le vide intersidéral. La brèche se referme, Rork a rompu la magie en éliminant Pharass.

### Combat autour du phare
Rork, Capricorne, Ash et Raffington se retrouvent au phare. Une armée soumise à Mordor surgit, et affronte le peuple des égouts, mené par Manga le sabreur. Le gardien du temple ouvre "les portes de l'enfer". Sy-ra et Mordor, dans les souterrains du phare, munis de la pierre modifiée par la lumière d'étoile, entreprennent l'invocation de Dahmaloch.
Rork et ses compagnons retournent à New York. Ils y trouvent Deliah, mourante.
Le phare est détruit par les flammes, Sy-ra meurt tandis que Mordor Gott prend la fuite.

### L'affrontement final
Le cube numérique s'ouvre, Dahmaloch s'en échappe. Le cube numérique est réduit en poussière. La pierre d'étoile se fracture. La bibliothèque de Capricorne traverse le toit de l'immeuble et s'élève dans ciel, dérivant au-dessus de Manhattan. Rork est accroché à une traverse. Dahmaloch le défie pour le combattre. Le passeur surgit de l'eau et s'élève vers la structure. Rork plonge dans le vide, tandis que le passeur dévore Dahmaloch.

## Histoire éditoriale
Cet album a été publié en  1993 aux Éditions du Lombard. Pour cet acte final qui réunit les nombreux arcs narratifs de la série, Andreas avait prévu une pagination plus importante. Par mesure d'économie, il a été contraint à couper certaines parties, et à "compresser" cette histoire sur 56 planches, sacrifiant certaines "grandes scènes spectaculaires". Pour cette raison, selon François Angelier, c'est le seul album où Andreas a été "dépassé par la contrainte".

### Lien avec la sérieCapricorne
Le cinquième album de la série Capricorne, Le Secret (paru en 2000), se situe directement à la suite des évènements de Retour, et commence avec la reconstitution de la bibliothèque, dont les livres ont été retrouvés "de l'autre côté de la baie". En préambule, cet album comporte un résumé écrit des événements.

## Éditions
- Publication en album, Le Lombard, 1993,  (ISBN 2-8036-1047-7)
- Inclus dans L'intégrale Rork – Tome 2, Le Lombard, 2013, 240 pages,  (ISBN 9782803632053)